# (29245) 1992 PZ
(29245) 1992 PZ est un astéroïde de la ceinture principale d'astéroïdes découvert en 1992.

## Description
(29245) 1992 PZ a été découvert le 8 août 1992 au Centre de recherches en géodynamique et astrométrie (CERGA), à Caussols en France, par Eric Walter Elst.

### Caractéristiques orbitales
L'orbite de cet astéroïde est caractérisée par un demi-grand axe de 2,63 ua, un périhélie de 2,31 ua, une excentricité de 0,12 et une inclinaison de 1,73° par rapport à l'écliptique. Du fait de ces caractéristiques, à savoir un demi-grand axe compris entre 2 et 3,2 ua et un périhélie supérieur à 1,666 ua, il est classé, selon la JPL Small-Body Database, comme objet de la ceinture principale d'astéroïdes.

### Caractéristiques physiques
(29245) 1992 PZ a une magnitude absolue (H) de 14,9 et un albédo estimé à 0,141.